# 2-й окремий батальйон охорони ОВДО НГ (Україна)
2-й окремий батальйон охорони особливо важливих державних об'єктів (2 ОБ ОВДО, в/ч 3042) — підрозділ у складі Національної гвардії України. Забезпечує охорону Запорізької атомної електростанції.

## Історія
2 жовтня 2017 року на Запорізькій АЕС почалися тактико-спеціальні навчання антитерористичного спрямування. До проведення навчань залучено представників Агентства зменшення загроз Міноборони США, СБУ, поліцію, ДСНС, Нацгвардію, Держприкордонслужбу, міністерство енергетики та вугільної промисловості України, Держатомрегулювання України, ДП "НАЕК "Енергоатом", керівництво Запорізької ОДА, Енергодарського міськвиконкому, керівництво ВП ЗАЕС, службу фізичного захисту та загін відомчої воєнізованої охорони.

## 2022
1 березня військовослужбовці в/ч 3042 Національної гвардії України продовжували бої з російськими окупантами біля Енергодара. Ворог зосередив близько 90 одиниць військової техніки в районі села Дніпровка

## Структура
- комендатура об'єкта
- 1-ша спеціальна комендатура
- 2-га спеціальна комендатура
- взвод спеціального призначення “Scorpion”:
  - група захоплення;
  - група вогневої підтримки
  - відділення роботизованих комплексів розвідки[4].
- взвод бойового та матеріально-технічного забезпечення:
  - кінологічна група
  - автомобільне відділення.
- взвод інженерно-технічного забезпечення та зв’язку:
  - радіогрупа вузла зв’язку
  - група документального зв’язку
  - відділення обслуговування інженерно-технічного забезпечення та зв’язку.
- медичний пункт[5]

## Командування
- полковник Жаріков Павло Олександрович (2017)